# 飞亚达

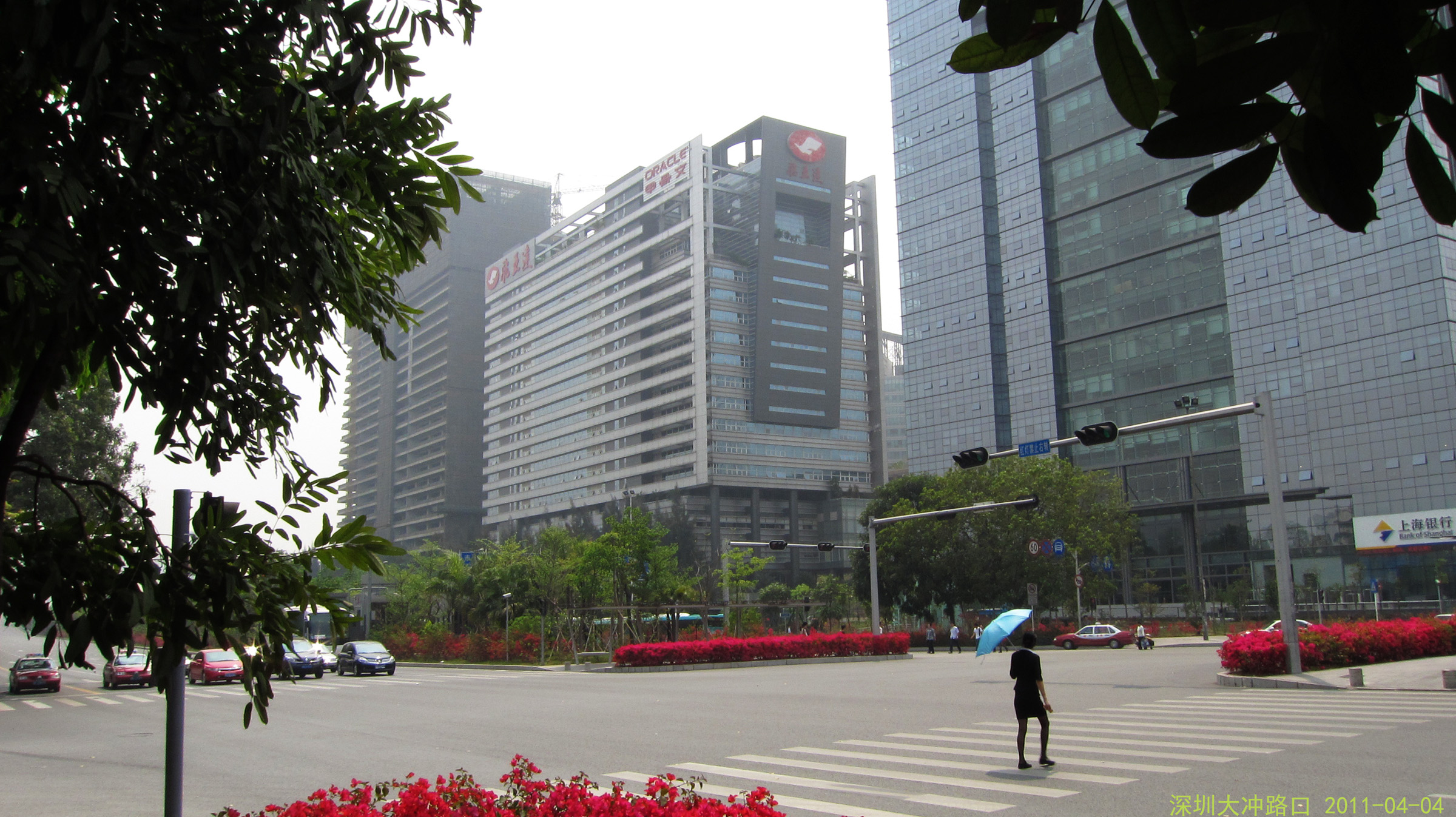
飞亚达大厦

深圳飞亚达（集团）股份有限公司 （深交所：000026/200026，简称：飞亚达/飞亚达B）是中国一家从事生产经营计时工具、国内商业、物资供销、物业管理、自营进出口业务的上市公司。公司总股本39276.787万股（2012年），总部位于深圳市南山区高新南一道飞亚达科技大厦20楼，法人代表为吴光权。
2012年與台灣翡仕實業簽約，正式代理力抗錶在中國銷售，翡仕實業同時也是飛亞達在台灣最大的經銷商。